# 로버트 휘태커
로버트 하딩 휘태커(Robert Harding Whittaker, 1920년 12월 27일 ~ 1980년 10월 20일)는 1950년대부터 1970년대까지 활동한 미국의 저명한 식물 생태학자이다. 미국 캔자스주 위치토에서 태어나 캔자스주 토피카의 워시번 대학교에서 예술 학사 학위를 받았으며 군 복무를 마치고 일리노이 대학교에서 박사 학위를 받았다.
그는 워싱턴 핸포드의 워싱턴 주립 대학교, 핸포드 국립 연구소 (그가 생태계를 연구하면서 방사성 추적자를 이용한 곳), 브루클린 대학, 캘리포니아 대학교 어바인, 끝으로 코넬 대학교에 머물며 교육과 연구직으로 임하였다.
그는 동물계, 식물계, 균계, 원생계, 모네라계라는 5계 생물 분류를 세계에서 처음으로 선언하였다. 그는 생물 군계 형태를 온도와 강수라는 두 가지 무생물적 요인을 바탕으로 한 휘태커 생물 군계 분류를 선언하기도 하였다.
폐암으로 투병하다가 1980년 10월 20일 59세의 나이로 타계했다.

## 같이 보기
- 균계

## 참조
- Robert H. Whittaker Communities and Ecosystems, Macmillan, 1975. ISBN 0-02-427390-2
- Robert H. Whittaker(Ed), Classification of Plant Communities, 1978 (Handbook of Vegetation Science), Kluwer Academic Publishers, ISBN 90-6193-566-0